# 🏥
🏥  is een teken uit de Unicode-karakterset dat een ziekenhuis voorstelt. Deze emoji is in 2010 geïntroduceerd met de Unicode 6.0-standaard.

## Betekenis

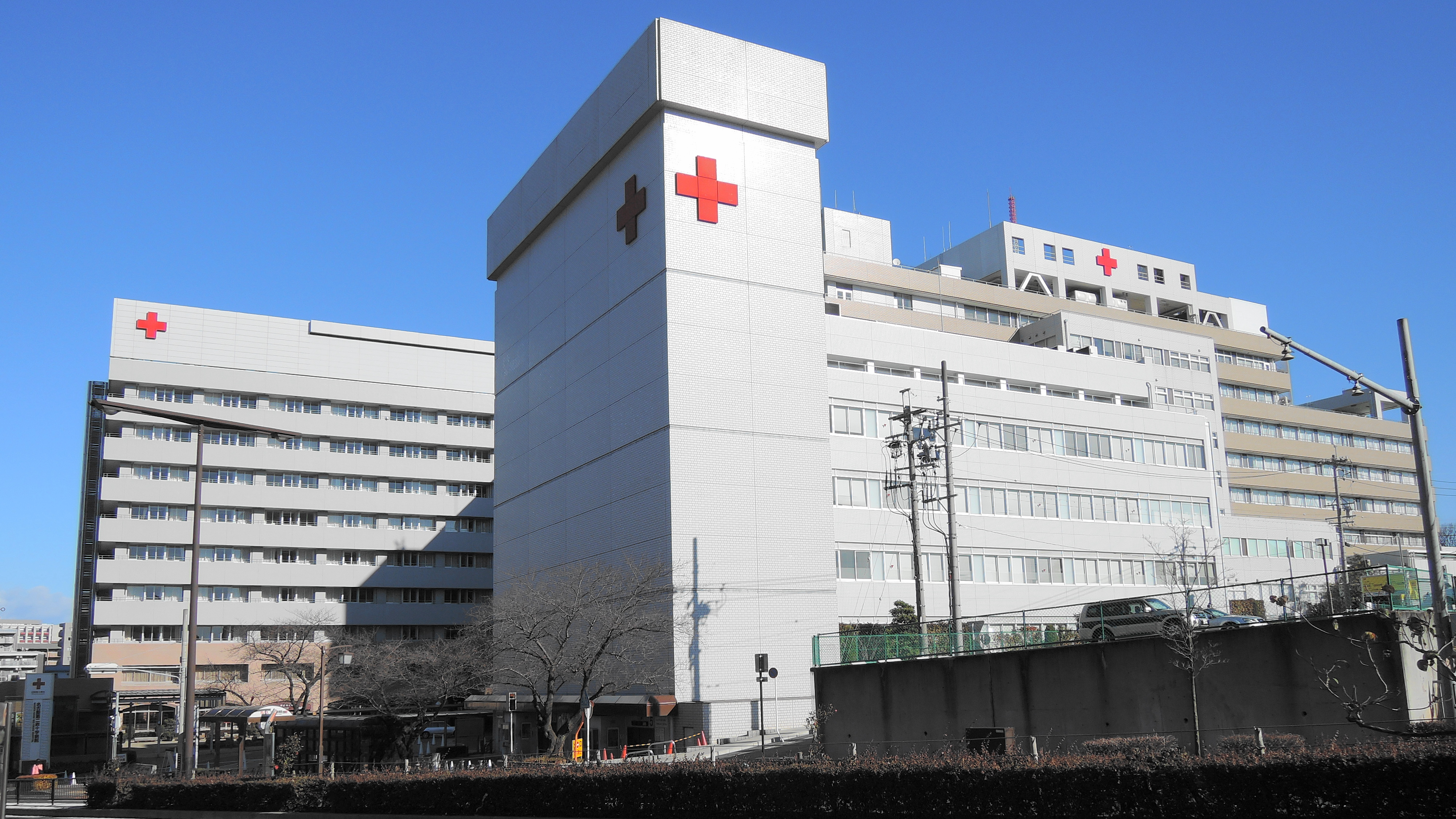
Het Rode kruisziekenhuis in Nagoya

Deze emoji geeft het gebouw van een ziekenhuis weer, meestal in de vorm van een flat met daarop een groot rood kruis. Buiten een duiding van ziekenhuizen is dit een generieke duiding van een plaats waar men zorg ontvangt,

## Codering

De Twemoji-implementatie

### Unicode
In Unicode vindt men de 🏥 onder de code U+1F3E5  (hex).

### HTML
In HTML kan men in hex de volgende code gebruiken: &#x1F3E5;

### Shortcode
In software die shortcode ondersteunt zoals Slack en GitHub kan het karakter worden opgeroepen met de code :hospital:.

### Unicode-annotatie
De Unicode-annotatie voor toepassingen in het Nederlands (bijvoorbeeld een Nederlandstalig smartphonetoetsenbord) is ziekenhuis. De emoji is ook te vinden met de sleutelwoorden dokter en medicijnen.